# Liga Przyjaciół Żołnierza
Liga Przyjaciół Żołnierza – stowarzyszenie powstałe w roku 1950, w okresie Polski Ludowej jako organizacja paramilitarna. Organizacja społeczna działająca w państwowym systemie obrony cywilnej kraju w celu upowszechniania idei obronności kraju przez akcje szkoleniowe i wychowawcze. W roku 1962 przekształcona została w Ligę Obrony Kraju.
Według „Informatora Uniwersalnego Łódź od A do Z” z 1958 roku LPŻ jest patriotyczną, masową organizacją społeczną, stawiającą sobie za cel umocnienie więzi Narodu z Wojskiem Polskim i przysposobieniem ludności, zwłaszcza młodzieży, do obrony Kraju.
W tym czasie łódzki LPŻ prowadził pracę w formach:
- Łódzki Ośrodek Motorowy (nauka jazdy oraz drobne naprawy aut i motocykli),
- Łódzki Radioklub (zrzeszał amatorów-radiowców w sekcjach: krótkofalarskiej i ultrakrótkofalarskiej, technicznej i radiotelegraficznej; prowadzenie szkoleń; udostępnianie aparatury radiowej, warsztatu, przyrządów pomiarowych biblioteki technicznej oraz możliwość oglądania telewizji),
- Klub Wodny (5 sekcji: żeglarska, kajakarska pływacka, modelarska i wojenno-morska; wypożyczenia i przechowywanie kajaków)
- Kluby Ogólnowojskowe (sekcje: strzelecka, szermiercza, narciarska i pięcioboju nowoczesnego – szermierka, pływanie, jazda konna, bieg przełajowy połączony ze strzelaniem z pistoletu).